# لند اند هاوس
لند اند هاوس (انگلیسی: Land and Houses) شرکت املاک تایلندی است، که در سال ۱۹۸۳ تأسیس شد.